# P.J. Brown
Collier Brown, Jr., més conegut com a P.J. Brown fou un jugador de bàsquet professional. Va estudiar a la Universitat de Louisiana Tech on jugà durant quatre anys a la lliga universitaria. Durant aquesta època va anotar 10,1 punts i va capturar 8,4 rebots per partit, en un total de 121. L'any 1992 fou escollit en la 29a posició del Draft pels New Jersey Nets. Aquell any però, jugà al Panonios grec. A l'any següent debutà a l'NBA. Vesteix el #93 a la samarreta. Campió de l'NBA amb els Boston Celtics l'any 2008. Aquell mateix any es retirà.

## Trajectòria esportiva

### Equips NBA
- New Jersey Nets (1993-1996)
- Miami Heat (1996-2000)
- Charlotte Hornets (2000-2002)
- New Orleans Hornets (2002-2006)
- Chicago Bulls (2006-2007)
- Boston Celtics (2007-2008)

## Estadístiques a l'NBA
| Fase Regular | EQUIP               | PJ   | MPP  | PRPP | TPP | RPP | APP | PPP  |
| ------------ | ------------------- | ---- | ---- | ---- | --- | --- | --- | ---- |
| 1993-94      | New Jersey Nets     | 79   | 24.7 | 0.9  | 1.2 | 6.2 | 1.2 | 5.7  |
| 1994-95      | New Jersey Nets     | 80   | 30.8 | 0.9  | 1.7 | 6.1 | 1.7 | 8.1  |
| 1995-96      | New Jersey Nets     | 81   | 36.3 | 1.0  | 1.2 | 6.9 | 2.0 | 11.3 |
| 1996-97      | Miami Heat          | 80   | 32.4 | 1.1  | 1.2 | 8.4 | 1.2 | 9.5  |
| 1997-98      | Miami Heat          | 74   | 31.9 | 0.9  | 1.3 | 8.6 | 1.4 | 9.6  |
| 1998-99      | Miami Heat          | 50   | 32.2 | 0.9  | 1.0 | 6.9 | 1.3 | 11.4 |
| 1999-00      | Miami Heat          | 80   | 28.8 | 0.8  | 0.8 | 7.5 | 1.8 | 9.6  |
| 2000-01      | Charlotte Hornets   | 80   | 35.1 | 1.0  | 1.1 | 9.3 | 1.6 | 8.5  |
| 2001-02      | Charlotte Hornets   | 80   | 32.0 | 0.7  | 1.0 | 9.8 | 1.3 | 8.4  |
| 2002-03      | New Orleans Hornets | 78   | 33.4 | 0.9  | 1.0 | 9.0 | 1.9 | 10.7 |
| 2003-04      | New Orleans Hornets | 80   | 34.4 | 1.0  | 0.9 | 8.6 | 1.9 | 10.5 |
| 2004-05      | New Orleans Hornets | 82   | 34.4 | 0.9  | 0.6 | 9.0 | 2.2 | 10.8 |
| 2005-06      | New Orleans Hornets | 75   | 31.7 | 0.6  | 0.7 | 7.3 | 1.2 | 9.0  |
| 2006-07      | Chicago Bulls       | 72   | 20.2 | 0.3  | 0.7 | 4.8 | 0.7 | 6.1  |
| 2007-08      | Boston Celtics      | 18   | 11.6 | 0.3  | 0.4 | 3.8 | 0.6 | 2.2  |
| Carrera      |                     | 1089 | 31.1 | 0.8  | 1.0 | 7.7 | 1.5 | 9.1  |

PJ: Partits Jugats, MPP: Minuts per Partit, PRPP: Pilotes Recuperades per Partit, TPP: Taps per Partit,
RPP: Rebots per Partit, APP: Assistencies per Partit, PPP: Punts per Partit

## Récords Personals
- 30 punts (contra Toronto 17/04/96)
- 9 rebots ofensius (2 vegades)
- 17 rebots defensius (contra Detroit 28/11/01)
- 22 rebots (contra Denver 07/01/02)
- 8 assistències (contra Houston 24/01/96)
- 5 pilotes robades (contra Phoenix 03/12/93)
- 6 taps (contra Vancouver 14/03/97)
- 51 minuts jugats (contra Golden State 23/11/04)

## Premis personals
- Jugador més Esportiu de l'NBA:2004
- Ciutadà de l'any de l'NBA: 1997
- 3 vegades escollit per al Segon Millor Equip defensiu de l'NBA: 1997,1999,2001

## Curiositats
- Està casat amb Dee i té tres filles, Whitney, Briana i Kalani, i un fill, Javani.
- La seva dona Dee també fou jugadora de bàsquet a Louisiana Tech.
- El seu actor preferit és Denzel Washington.